# Hala 3 bělehradského výstaviště
Hala 3 bělehradského výstaviště se nachází ve východní části areálu výstaviště, u řeky Sávy, v blízkosti Nového železničního mostu. Spolu s Halami 1 a 2 jsou základem areálu výstaviště, který vznikl podle projektu Branka Žeželja a Miroslava Pantoviće. Halu 3 projektoval inženýr Milan Krstić. 
Hala je atypické konstrukce i uspořádání. Hala je zastřešená kupolí z armovaného betonu, na rozdíl od Haly 1 však nemá kruhový půdorys, ale je ze severní i jižní strany zkrácená. Půdorys tak připomíná kruh bez dvou úsečí. Stěny haly jsou na rozdíl od kupole prosklené, výstavní prostor není jen v centrální části haly, ale i v galeriích umístěných po okrajích stavby. Prostor uvnitř objektu není přerušován sloupy nebo jinými nosnými konstrukcemi. 
Plocha haly pro výstavní účely činí 4 438 m2, celková plocha potom činí 8 109 m2 Jedná se o třetí největší objekt v prostoru výstaviště hned po halách 1 a 2. Rozměry haly jsou 48 × 70 m, výška činí 24 m. 